# Ali Fakhreddine
Ali Jawdat Fakhreddine (in arabo علي جودت فخر الدين‎?; Beirut, 3 aprile 1983) è un ex cestista libanese.

## Carriera
Con il Libano ha disputato due edizioni dei Campionati mondiali (2006, 2010) e tre edizioni dei Campionati asiatici (2003, 2005, 2007).